# Sădievo (distrikt i Sliven)
Sădievo (bulgariska: Съдиево) är ett distrikt i Bulgarien.   Det ligger i kommunen Obsjtina Nova Zagora och regionen Sliven, i den centrala delen av landet, 230 km öster om huvudstaden Sofia.